# Георг-Вільгельм Бассе
Георг-Вільгельм Бассе (нім. Georg-Wilhelm Basse; 27 серпня 1917, Шарлоттенбург — 30 січня 1944, Баренцове море) — німецький офіцер-підводник, капітан-лейтенант крігсмаріне.

## Біографія
3 квітня 1936 року вступив на флот. В жовтні 1939 року відряджений в авіацію і призначений пілотом 3-ї ескадрильї 606-ї морської бомбардувальної групи. З березня 1941 року — пілот 3-ї групи 40-ї бомбардувальної ескадри. З серпня 1941 по січень 1942 року пройшов курс підводника, після чого був переданий в розпорядження 7-ї флотилії. З лютого 1942 року — 1-й вахтовий офіцер на підводному човні U-751, з березня 1942 року — на U-575. В червні-липні пройшов курс командира човна. З 25 серпня 1942 по 17 травня 1943 року — командир U-339, на якому здійснив 1 похід (22-28 березня 1943), з 10 червня 1943 року — U-314, на якому здійснив 2 походи (разом 30 днів у морі). 30 січня 1944 року U-314 був потоплений південно-західніше острова Ведмежий у Баренцевому морі глибинними бомбами британських есмінців «Вайтхолл» і «Метеор». Всі 49 членів екіпажу загинули.

## Військові звання
- Кандидат в офіцери (3 квітня 1936)
- Морський кадет (10 вересня 1936)
- Фенріх-цур-зее (1 травня 1937)
- Оберфенріх-цур-зее (1 липня 1938)
- Лейтенант-цур-зее (1 жовтня 1938)
- Оберлейтенант-цур-зее (1 жовтня 1940)
- Капітан-лейтенант (1 квітня 1943)

## Нагороди
- Нагрудний знак спостерігача (10 грудня 1939)
- Залізний хрест
  - 2-го класу (10 червня 1940)
  - 1-го класу (30 вересня 1940)
- Авіаційна планка винищувача
  - в бронзі (22 березня 1941)
  - в сріблі (20 червня 1941)
  - в золоті (6 січня 1942)
- Нагрудний знак підводника (березень 1943)